# Панталія
Панта́лія — село в Україні, у Привільненській сільській громаді Дубенського району Рівненської області. Населення становить 401 осіб.

## Географія
Село розташоване на правому березі річки Ікви.

## Історія
У 1906 році село Дубенської волості Дубенського повіту Волинської губернії. Відстань від повітового міста 2 верст, від волості 3. Дворів 21, мешканців 164.
7 (20) листопада 1917 року, відповідно до Третього Універсалу Української Центральної Ради, увійшло до складу Української Народної Республіки.
У міжвоєнний період в сільській лікарні проходили практику студенти Дубенського медичного училища, оскільки місцевий лікар Святослав Балей був дуже вправний.
На 1936 рік село входило до ґміни Дубно Дубенського повіту. 
12 червня 2020 року, відповідно до розпорядження Кабінету Міністрів України № 722-р від «Про визначення адміністративних центрів та затвердження територій територіальних громад Рівненської області», увійшло до складу Привільненської сільської громади.
19 липня 2020 року, в результаті адміністративно-територіальної реформи та ліквідації  Дубенського (1939—2020) району, село увійшло до складу новоутвореного Дубенського району.

## Населення

### Мова
Розподіл населення за рідною мовою за даними перепису 2001 року:
| Мова       | Кількість | Відсоток |
| ---------- | --------- | -------- |
| українська | 391       | 97.51%   |
| циганська  | 7         | 1.75%    |
| російська  | 3         | 0.74%    |
| Усього     | 401       | 100%     |